# Один проти всього світу
Один проти всього світу (англ. One Against the World) — американський короткометражний біографічний фільм режисера Фреда Циннеманна 1939 року.

## Сюжет
Історія проведення першої хірургічної операції по видаленні пухлини в Джейн Кроуфорд, яка виконувалася в Сполучених Штатах, у виконанні доктора Ефраїма МакДауелла 13 грудня 1809 року. Містяни проти цього і погрожують лінчувати його, якщо він проведе операцію.

## У ролях
- Джонатан Хейл — доктор Ефраїм МакДауелл
- Джон Несбітт — оповідач
- Дороті Адамс — містянка
- Ерні Александр — містянин
- Барбара Бедфорд — містянка
- Гарольд Гудвін — Том Кроуфорд
- Едвард Хірн — містянин
- Клер Макдауелл — Джейн Тодд Кроуфорд
- Чарльз Міддлтон — містер Крамлей
- Дік Річ — Сол Рейкс
- Гаррі Стрендж — лікар